# محمد بن يزيد بن حاتم المهلبي
محمد بن يزيد بن حاتم المهلبي (توفي في 811 أو 812) والي الأحواز (جنوب شرق العراق) في عهد الخليفة العباسي أبو عبد الله محمد الأمين. قتل أثناء الفتنة الرابعة بين الأمين وعبد الله المأمون وهو يدافع عن الأحواز ضد جيش طاهر بن الحسين.

## السيرة
كان محمد عضو في عائلة المهلبي البارزة لكونه حفيد المهلب بن أبي صفرة. في موعد لم يحدد عين والي على الأحواز من قبل الخليفة الأمين. عندما اندلعت الحرب الأهلية في أوائل عام 811 بين الأمين الذي كان مركزه في العراق وشقيقه المأمون الذي كان في خراسان فقد ظل مواليا للأمين ودافع عن الأحواز.
عندما بدأت الحرب فإن بداية القتال بين الجانبين لم يحدث بالقرب من الأحواز ولكن بحلول خريف عام 811 فقد تقدم طاهر قائد جيش المأمون من خراسان إلى منطقة حلوان على حافة شمال العراق. بعد ذلك بوقت قصير تلقى محمد أنباء أن جيش يسير من حلوان للاستيلاء على الأحواز وردا على ذلك فقد جمع قواته وتقدمت شمالا إلى عسكر مكرم. مع اقتراب قوات العدو توتر محمد وقرر العودة إلى الأحواز. أثناء عودته إلى المدينة فإن جيش طاهر كان خلفه تماما.
بمجرد أن وصل محمد الأحواز ودخل المدينة أعد رجاله للقتال. سرعان ما تواجه الجيشان وهاجم جيش محمد جيش طاهر بالحجارة والسهام. كانت معركة شرسة بين الجانبين والكثير من جنود محمد بدأوا في الفرار. عندما رأى محمد أنه على وشك خسارة المعركة قام محمد والعديد من رجاله بقركوب خيولهم واقتحام معسكر طاهر مما أسفر عن مقتل العديد منهم. في خضم هذه الهجمة فإن محمد رمي برمح وسقط من صهوة جواده فاستغل مجموعة من جنود العدو الموقف وهرعوا إليه وضربوه حتى فارق الحياة. نتيجة لذلك انتصر طاهر في المعركة وأخذ الأحواز.